# Paróquia Matriz de Santo Antônio de Pádua (Mariluz)
A Paróquia Matriz de Santo Antônio de Pádua é um templo católico construído ao estilo colonial no Brasil. Localiza-se na cidade de Mariluz, Paraná. É um dos principais pontos turísticos da cidade de Mariluz.